# Raffaello Politi
Raffaello Politi (* 2. September 1783 in Syrakus; † 10. Oktober 1865 in Agrigent) war ein italienischer Maler, Architekt und Antiquar des 19. Jahrhunderts auf Sizilien.

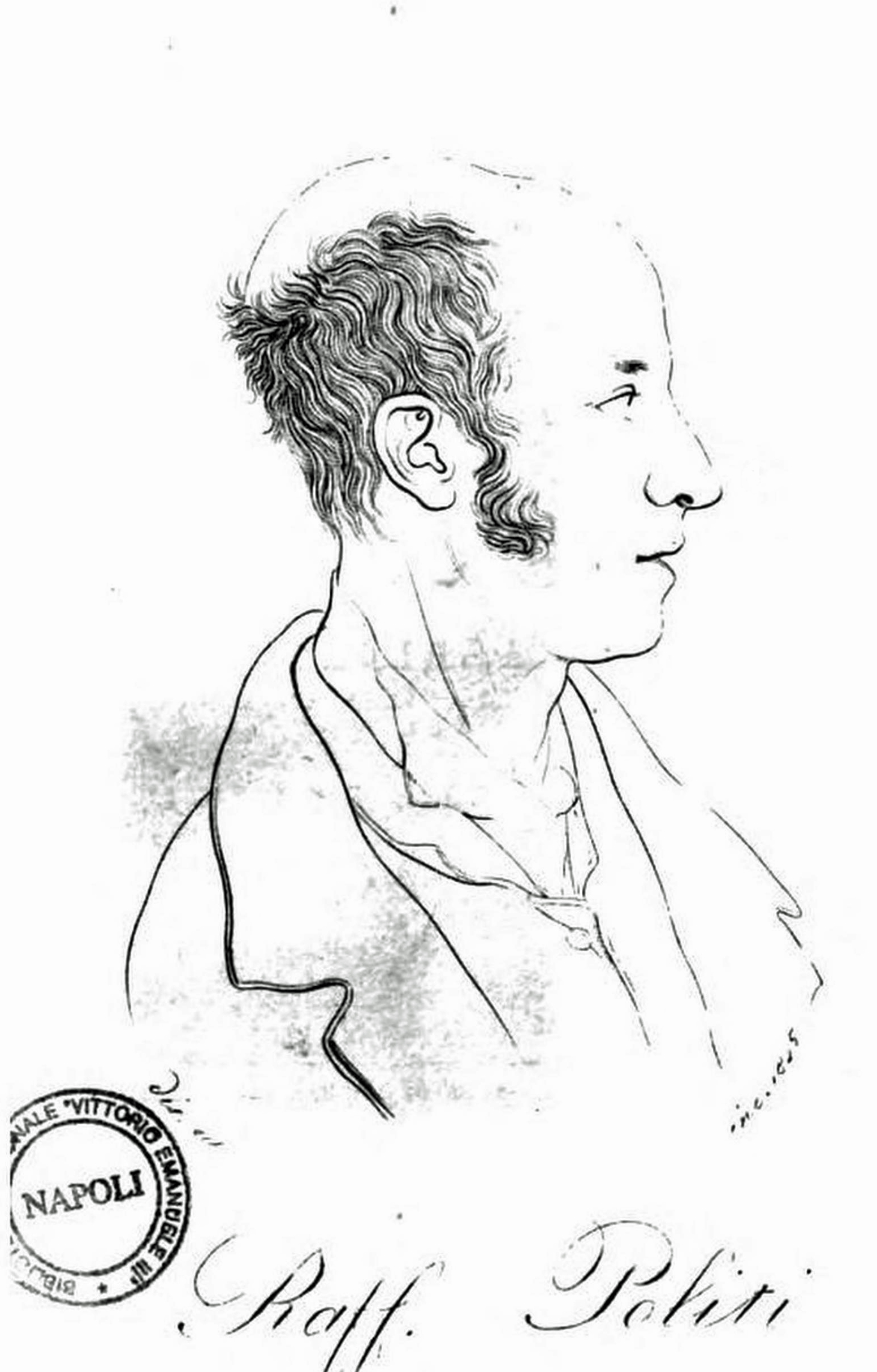
Raffaello Politi

## Leben
Nach der Ausbildung bei seinem Vater, dem Maler und Altertumsforscher Vincenzo Politi, beauftragte ihn 1797 bereits als Jugendlichen der Bischof von Syrakus Giovanni Battista Alagona mit Kopien bedeutender Kunstwerke von Correggio oder Caravaggio. 1809 ging er nach Agrigent, wo er als Kopist, Porträtist und Historienmaler tätig war.
Neben der Malerei betätigte er sich als Journalist für das Feuilleton der örtlichen Zeitungen und dokumentierte insbesondere die archäologischen Hinterlassenschaften von Agrigent. 1825 ließ er einen der Telamone, den so genannten „Giganten“, vom Olympieion in Agrigent wieder zusammensetzen. 1826 wurde er zum Regio Custode delle Antichità Agrigentine ernannt. Er führte auch zahlreiche prominente Besucher durch Agrigent, so etwa 1818 Kronprinz Ludwig von Bayern, 1823 Leo von Klenze oder 1835 und 1862 Alexandre Dumas.
Sein Bruder Giuseppe Politi war ebenfalls als Porträtmaler in Syrakus tätig und publizierte wie sein Vater zu den Denkmälern von Syrakus. Sein Sohn, der Maler Apelle Politi, ist 1857 in Agrigent als Mitglied der Bruderschaft Santo Spirito dokumentiert.

## Werke (Auswahl)
Gemälde
- Chiesa del Santissimo Crocifisso in Siculiana (Freies Gemeindekonsortium Agrigent): Decken- und Altargemälde[4]
- Chiesa di San Francesco in Agrigent, Szenen aus dem Leben des Hl. Franziskus.
- Santa Maria Nuova in Licata (Freies Gemeindekonsortium Agrigent): Deckenfresko (1824)
- Chiesa Spirito Santo in Cattolica Eraclea (Freies Gemeindekonsortium Agrigent): Tafelbilder
- Chiesa Maria SS. della Catena in Villaseta (Stadtteil von Agrigent): Kopie der Sixtinischen Madonna von Raffael

Architektur
- Circolo Empedocleo in Agrigent (1835)
- Porta di Ponte in Agrigent (1868)

Schriften
- Illustrazione al sarcofago agrigentino, rappresentante l’Ippolito d’Euripide, scultura d’alto rilievo in marmo statuario antico. L. Dato, Palermo 1822 (google.de).
- Cenni sui giganti scolpiti in pietra nel gran tempio di Giove Olimpico in Agrigento. Solli, Palermo 1825 (google.de).
- Viaggiatore in Girgenti e il Cicerone di piazza, ovvero guida agli avanzi d'Agrigento. Tipografia di V. Lipomi, Girgenti 1826 (Digitalisat).
- Slancio artistico di Raffaello Politi pittore, ed architetto siracusano all'ombra di Flaxman famoso scultore inglese e sublime imitatore delle dipinture greco-sicole che si osservano ne'vasi fittili. Tipografia di li Pomi, Girgenti 1826.
- Esposizione di un vaso fittile agrigentino nella famosa collezione di S.M. Ludovico re di Baviera. Presso la Stamperia degli eredi di Graffeo, Palermo 1828 (archive.org).
- Occhiali pe’ fidanzati ovvero carta topografica dell’isola Maritaggio. Stamperia T. Capra, Girgenti 1835 (Google Books).
- À miei figli, sull’ arte della pittura. Girgenti 1836 (archive.org).